# Michael Wimberly
Michael Wimberly (Fort Worth, circa 1960) is een Amerikaanse jazzdrummer, -percussionist en componist.

## Biografie
Wimberly groeide in de jaren 70 op in Cleveland, in 1982 ging hij naar New York waar hij studeerde aan Manhattan School of Music. Hij werkte vanaf het begin van de jaren 90 met Steve Coleman en in de freejazz-scene, o.m. met Charles Gayle, Cooper-Moore, David Murray en Oluyemi Thomas. In 1998 kwam hij met zijn percussiealbum Deconstruction-Reconstruction. Hij richtte met Hilliard Greene, Louis Belogenis en Roy Campbell de groep Exuberance op, waarmee hij twee albums maakte. Hij werkte samen met Borah Bergman, Kidd Jordan, William Parker, Thollem McDonas en Nels Cline. In de jazz speelde hij tussen 1990 en 2015 mee op 39 opnamesessies, o.a. van Jean-Paul Bourelly, Peter Mignolsa, Zusaan Kali Fasteau, Ivo Perelman, Andrew Lamb, David Haney's Primitive Arkestra Live en Michael Bisio.
Wimberly componeerde voor dansgezelschappen als Alvin Ailey Dance Theater, Urban Bush Women, Forces of Nature en het Joffrey Ballet. Hij geeft les aan Drummers’ Collective en, sinds 2012, aan Bennington College.
Als solist op de djembé trad hij op voor de radio en speelde hij met het International Regions Symphony Orchestra (het stuk African Oratorio van Daniel Schnyder). Wimberly's symfonische werk Kora Saba werd uitgevoerd door Yakima Chamber Orchestra en Sage City Symphony in Bennington (Vermont). Hij is o.m. initiatiefnemer van het percussie-festival Power of Drum.
Michael Wimberly moet niet worden verward met de bigband-trombonist Mike Wimberly.

## Discografie (selectie)
- Exuberance: The Other Shore (Boxholder Records, 2003)
- Exuberance: Live at Vision Festival (Ayler Records, 2004)
- Oluyemi Thomas, Sirone, Michael Wimberly: Beneath Tones Floor (NoBusiness Records, 2010)
- Borah Bergman, Kidd Jordan, William Parker, Michael Wimberly: Vita Brevis (Somerealmusic, 2013)
- Michael Bisio: Accortet (Relative Pitch Records, 2014), met Kirk Knuffke, Art Bailey
- Thollem McDonas, Michael Wimberly, Nels Cline: Radical Empathy (Relative Pitch Records, 2015)